# Торрубія-де-Сорія
Торрубія-де-Сорія (ісп. Torrubia de Soria) — муніципалітет в Іспанії, у складі автономної спільноти Кастилія-і-Леон, у провінції Сорія. Населення — 72 особи (2010).
Муніципалітет розташований на відстані близько 190 км на північний схід від Мадрида, 34 км на південний схід від Сорії.
На території муніципалітету розташовані такі населені пункти: (дані про населення за 2010 рік)
- Саукільйо-де-Алькасар: 11 осіб
- Тордесалас: 6 осіб
- Торрубія-де-Сорія: 55 осіб

## Демографія
Динаміка населення (INE ):